# Valentina Matvienko
Pour les articles homonymes, voir Matvienko.
Valentina Ivanovna Matvienko (en russe : Валентина Ивановна Матвиенко), née Tioutina, est une femme politique russe, née le 7 avril 1949 à Chepetivka (oblast de Khmelnitski, RSS d'Ukraine). Elle est présidente du Conseil de la fédération depuis 2011.

## Biographie
Considérée comme une « proche » du président de la fédération de Russie, Vladimir Poutine, elle occupe, à partir du 5 octobre 2003, les fonctions de gouverneur de Saint-Pétersbourg, dans lesquelles elle a succédé à Vladimir Yakovlev, démissionnaire depuis le 24 juin.
Soutenue par le parti présidentiel Russie unie, Valentina Matvienko remporte 48,61 % des suffrages exprimés, lors du premier tour de l'élection, le 21 septembre 2003 puis 63,12 %, le 5 octobre, lors du second tour qui l'oppose à Anna Markova, une proche de l'ancien gouverneur, qui obtient 24,2 % des voix.
Valentina Matvienko a été citée par les médias[évasif] comme susceptible (parmi d'autres possibles successeurs) de succéder à Vladimir Poutine, au printemps 2008, au poste de présidente de la fédération de Russie.

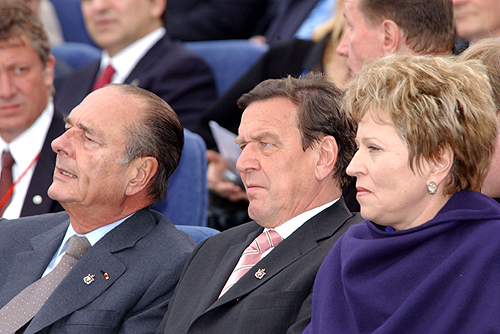
Jacques Chirac, Gerhard Schröder et Valentina Matvienko lors de la célébration du anniversaire de Saint-Pétersbourg en 2003.

En août 2011, Valentina Matvienko annonce sa démission du poste de gouverneur. Elle est nommée par son successeur Gueorgui Poltavtchenko au Conseil de la fédération (chambre haute du parlement qui représente les sujets de la fédération de Russie). En septembre 2011, elle est candidate pour l'élection au poste de président du Conseil de la fédération et élue le 21 septembre.
Elle est membre du comité honoraire du Centre international pour enfants disparus et sexuellement exploités.
Elle fait partie des personnalités politiques russes que l'administration de Barack Obama a suspendues de visa et dont elle a gelé les éventuels avoirs aux États-Unis, en représailles au rattachement de la Crimée à la fédération de Russie, le 16 mars 2014. En réponse à cette mesure, elle déclare : « les sanctions contre de hauts officiels russes remplissant leurs fonctions d'État constituent en une décision sans précédent ». L'Union européenne frappe quelque temps plus tard Valentina Matvienko de sanctions.
L'annonce du prochain remplacement de Valentina Matvienko à la tête du Conseil de la fédération de Russie ont valu au journaliste Ivan Safronov (fils du journaliste Ivan Safronov, mort dans des conditions douteuses) les foudres du pouvoir.
Valentina Matvienko, est une farouche partisane de la « dénazification » de l'Ukraine et proclame que face aux sanctions internationales qu'« il faut conserver la confiance du business… Il faut les mesures les plus libérales possibles ».  Son fils Serguei Matvienko s'est lancé dans les affaires après avoir été longtemps dirigeant de la banque publique VTB.
Lors la mobilisation russe décrétée par Vladimir Poutine le 24 septembre 2022, des Russes reçoivent des avis de conscription sans être éligibles à la mobilisation. Matvienko critique ces erreurs et déclare que « De tels excès sont absolument inacceptables. Et, je considère absolument normal qu'ils déclenchent une vive réaction dans la société ».